# Николсон, Дэн Генри
Дэн Генри Николсон (англ. Dan Henry Nicolson; 1933 — 2016) — американский ботаник.

## Биография
Дэн Генри Николсон родился в городе Канзас-Сити 5 сентября 1933 года.
Он окончил Grinnell College и опубликовал свою первую работу со своим учителем ботаники в 1955 году.
Он пошёл в Стэнфордский университет и получил степень Магистра делового администрирования в 1957 году, работая в качестве ассистента в Dudley Herbarium.
В 1964 году Николсон был нанят Смитсоновским институтом (А. Ч. Смитом, тогда помощником секретаря), чтобы заполнить вакансию, оставленную Ричардом Коуэном, который был выдвинут на должность помощника директора Музея Естествознания.
Дэн Генри Николсон был региональным казначеем в International Association for Plant Taxonomy, так как Ричард Коуэн ушёл в отставку в 1985 году. Он работал там на многих должностях: редактором журнала Taxon с 1979 по 1999 год, членом редакционного комитета по Кодексу с 1981 года, действующим вице-президентом (снова вместо Коуэна, с 1985 по 1987 год), секретарём генерального комитета с 1987 по 2000 год, вице-президентом с 1987 по 1993 год и президентом с 1993 по 1999 год.
Николсон был избран в Washington Biologists’ Field Club в 1975 году и служил в качестве казначея с 1981 по 1997 год, а также председателем финансового комитета в период с 1997 по 2001 год.
В 2005 году Дэн Генри Николсон получил Stafleu Medal от International Association for Plant Taxomony в Вене за книгу The Forsters and the Botany of the Second Cook Voyage (1772—1775).

## Некоторые публикации
- A Revision of the Genus Aglaonema (Araceae). Smithsonian Contributions to Botany, number 1, 1969[2].
- The Forsters and the Botany of the Second Cook Voyage (1772—1775). 2004, 729 p[3].